# Charles Bradlaugh
Charles Bradlaugh (26 de setembro de 1833 – 30 de janeiro de 1891) foi um ativista político britânico e um dos mais famosos defensores do ateísmo no século XIX.
Em 1880 foi eleito para o Parlamento britânico pelo distrito de Northampton.

## Obra
- Who Was Jesus Christ, and What Did He Teach? (1860)
- A Plea for Atheism (1864)
- A Few Words About the Devil (1864)
- Humanity's Gain from Unbelief (1889)

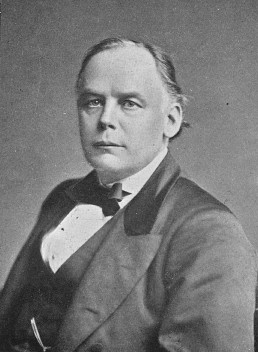
Charles Bradlaugh

- The Freethinker's Text-Book (1876)
- Man, Whence and How?
- Religion, What and Why?
- Debates
- The Roberts-Bradlaugh Debate